# Parque natural de Dłubnia
Parque natural de Dłubnia (Dłubniański Park Krajobrazowy) es un área protegida con interés paisajístico ubicada en el sur Polonia. Protegido desde 1981, el parque cubre un área de 109.37 km2.  Dentro del parque se hallan dos zonas naturales.

## Ubicación
El parque se encuentra dentro del voivodato de Pequeña Polonia, en Condado de Cracovia y limita con la Gmina Iwanowice, Gmina Michałowice, Gmina Skała, Gmina Zielonki), distrito de Miechów (Gmina Gołcza) y el distrito de Olkusz (Gmina Trzyciąż).
El parque toma su nombre del río Dłubnia, que eventualmente desemboca en el Vístula en el barrio Mogiła de Nowa Huta, dentro de la ciudad de Cracovia. También hay un barrio, anteriormente un pueblo, llamado Dłubnia, dentro del Wzgórza Krzesławickie distrito de la ciudad.